# Турун Щеглова
Турун Щеглова (Carabus stscheglowi) — вид комах з родини Carabidae. Корисний ентомофаг.

## Морфологічні ознаки
Завдовжки 17–23 мм. Верх тьмяно–мідночервоний, бронзовий, іноді зелений або бронзово-чорний. Краї надкрил більш яскраві, від мідно-червоних до золотистозелених. Проміжки надкрил, що розміщені поміж рядами неглибоких ямок, майже однакові.

## Поширення
Поширений в центральній, південній Росії, на півдні західного Сибіру. 
В Україні зустрічається переважно в лісостеповій зоні, спорадично на яйлах Криму (Чатир-Даг). Рідкісний вид, реєструються поодинокі особини.

## Особливості біології
Зустрічається наприкінці весни та в першій половині літа. Зимують дорослі жуки та, можливо, личинки старшого віку. Зустрічається в розріджених гаях, балках, лісосмугах, у мезофітному степу з чагарниками. Зоофаг широкого профілю.

## Загрози та охорона
Скорочення чисельності відбувається внаслідок сільськогосподарської діяльності і рекреаційного навантаження в природних місцях перебування виду.
Заходи з охорони не розроблені. 